# TheOdd1sOut
Robert James Rallison (Arizona, Estados Unidos, 14 de maio de 1996), conhecido online como TheOdd1sOut, é um YouTuber americano, cartoonista, animador, autor e ator de voz. É conhecido por produzir animações de histórias no seu canal do YouTube e por co-criar, protagonizar e produzir executivamente a série de animação Oddballs da Netflix.

## Biográfia

### Vida pessoal
James Rallison nasceu a 14 de maio de 1996 em Chandler, Arizona, Estados Unidos. Tem uma irmã gémea chamada Faith (que é mencionada em vários dos seus vídeos). Quando estava na escola, participou num programa para crianças com dificuldades de aprendizagem, a partir do terceiro ano, chamado “Honors Classes”, porque lhe foi diagnosticada dislexia, estudou com uma bolsa de estudo para ser professor de matemática na faculdade, mas após um semestre abandonou o curso para se dedicar inteiramente ao Youtube É um dos cinco filhos da autora Janette Rallison. Quando criança, tinha alguns passatempos como futebol, escuteiros, praticava uma arte marcial chamada aikido, embora jogasse principalmente Neopets e Runescape.

### Webcomics
Rallison carregou a primeira tira da sua webcomic TheOdd1sOut a 14 de junho de 2012, no Tumblr e depois no iFunny, onde outro utilizador, com autorização do próprio James, voltou a carregar a sua banda desenhada, mas depois reclamou o acesso a essa conta, o que a tornaria “Oficial”.

### Carreira no YouTube

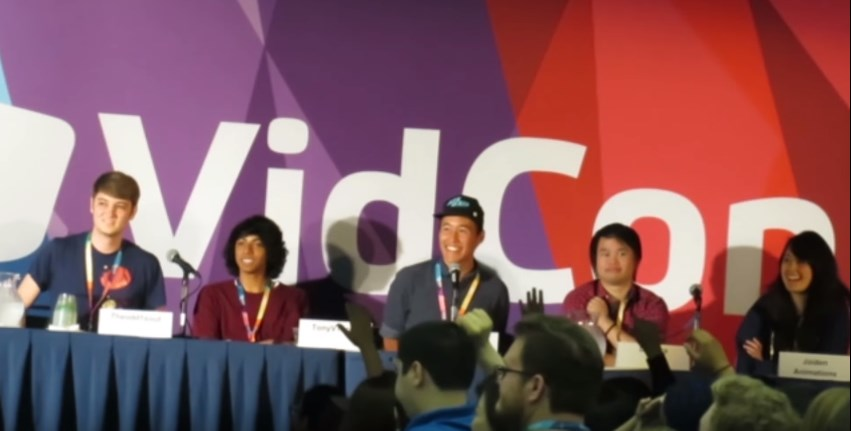
Rallison (à esquerda) com vários outros YouTubers de animação, incluindo Domics (segundo a partir da direita) e Jaiden Animations (à direita)

Em 30 de agosto de 2014, James iniciou seu canal no YouTube como theodd1sout comic. Ele começou a postar vídeos animados nos quais fala sobre sua história de vida, bem como sobre seus pensamentos e opiniões. Após alguns anos de crescimento constante, em abril de 2016, seu canal ganhou mais de 278.000 inscritos, totalizando mais de 400.000 inscritos.
Seus vídeos sobre o trabalho no Subway, em que ele comicamente se refere à cadeia alimentar como “Subway”, apareceram no Foodbeast . O redator do site, Peter Pham, descreveu os vídeos de Rallison como “incríveis” e “hilários”... Os vídeos de Rallison foram apresentados no Foodbeast.
Em 2017, Dave Trumbore, da Collider, nomeou Rallison como um dos cinco YouTubers que estavam “prontos para o sucesso”. Em 2018, Kristin Brantley, da Culturess, fez uma avaliação desfavorável de seu canal no YouTube e de seus webcomics, escrevendo: “Você ficará grudado na tela assistindo a todos esses clipes divertidos e lendo todos os seus quadrinhos legais. “.
Em 19 de julho de 2018, ele fez o upload de sua primeira música em seu canal do YouTube, chamada “Life is Fun”, com a participação de Boyinaband, que tem quase 112 milhões de visualizações.
Em 2018, ele foi indicado ao 8º Streamy Awards na categoria Animação..
Seu personagem animado apareceu na cena dos créditos de YouTube Rewind: The Shape of 2017 e em YouTube's Universal Rewind 2018: Everyone Controls Rewind, onde ele tem um papel de locutor. Ele também aparece na cena dos créditos de YouTube Rewind: The Shape of 2017.
Em 24 de janeiro de 2019, o canal principal de Rallison atingiu 10 milhões de assinantes.
Em 12 de março de 2019, ele apareceu no vídeo MrBeast's $100,000 YouTuber Battle Royale. Ele estava em uma equipe com Jaiden Animations e Anthony Padilla e eles venceram a primeira rodada.
Em 28 de outubro de 2019, ele doou os lucros que obteve com o YouTuber Battle Royale para a #TeamTrees , uma organização sem fins lucrativos criada pelo MrBeast que tem como objetivo plantar 20 milhões de árvores até o final de 2019.

### Outro trabalhos
Rallison escreveu um livro intitulado The Odd 1s Out: How to Be Cool and Other Things I Definitely Learns from Growing Up, que foi lançado em 31 de julho de 2018. Ele ficou em 12º lugar na categoria “trade paperback” na lista de mais vendidos da Publishers Weekly de 13 de agosto de 2018. Rallison também trabalhou em um jogo de tabuleiro sobre cartas intitulado “Can't Catch Harry”. Ele também publicou WebComic em uma plataforma chamada Tumblr.